# Orestie
Die Orestie (Ὀρέστεια) des Dichters Aischylos ist die einzige erhaltene Trilogie von griechischen Tragödien. Sie wurde im Jahr 458 v. Chr. erstmals aufgeführt und gilt als eines der bedeutendsten Werke des damaligen Theaters. Bei der Erstaufführung bei den Dionysien in Athen gewann sie den Siegespreis.
Die drei Stücke behandeln das Ende einer langen Serie von Gewalt und Rache im Haus des Atreus. Geschildert wird der Übergang vom Prinzip der individuellen Rache zur geordneten Rechtsprechung durch ein Gericht, das die Bürgerschaft repräsentiert.
Das abschließende Satyrspiel Proteus ist verschollen.

## Inhalt

### Überblick
Agamemnon hat seine Tochter Iphigenie geopfert. Dafür tötet ihn seine Frau Klytaimestra nach seiner Rückkehr aus dem Trojanischen Krieg. Sie und ihr Geliebter Aigisthos werden dafür ihrerseits vom Sohn Orestes getötet. Dieser aber – und das ist neu – wird dafür nicht mit dem Tod bestraft; vielmehr werden die Rachegeister (Erinnyen) zu Anklägerinnen in einem Gerichtsverfahren. Göttin Athene spricht bei Stimmengleichheit das Urteil: Freispruch. Die Kette von Gewalt und Gegengewalt ist damit durchbrochen.

### Agamemnon

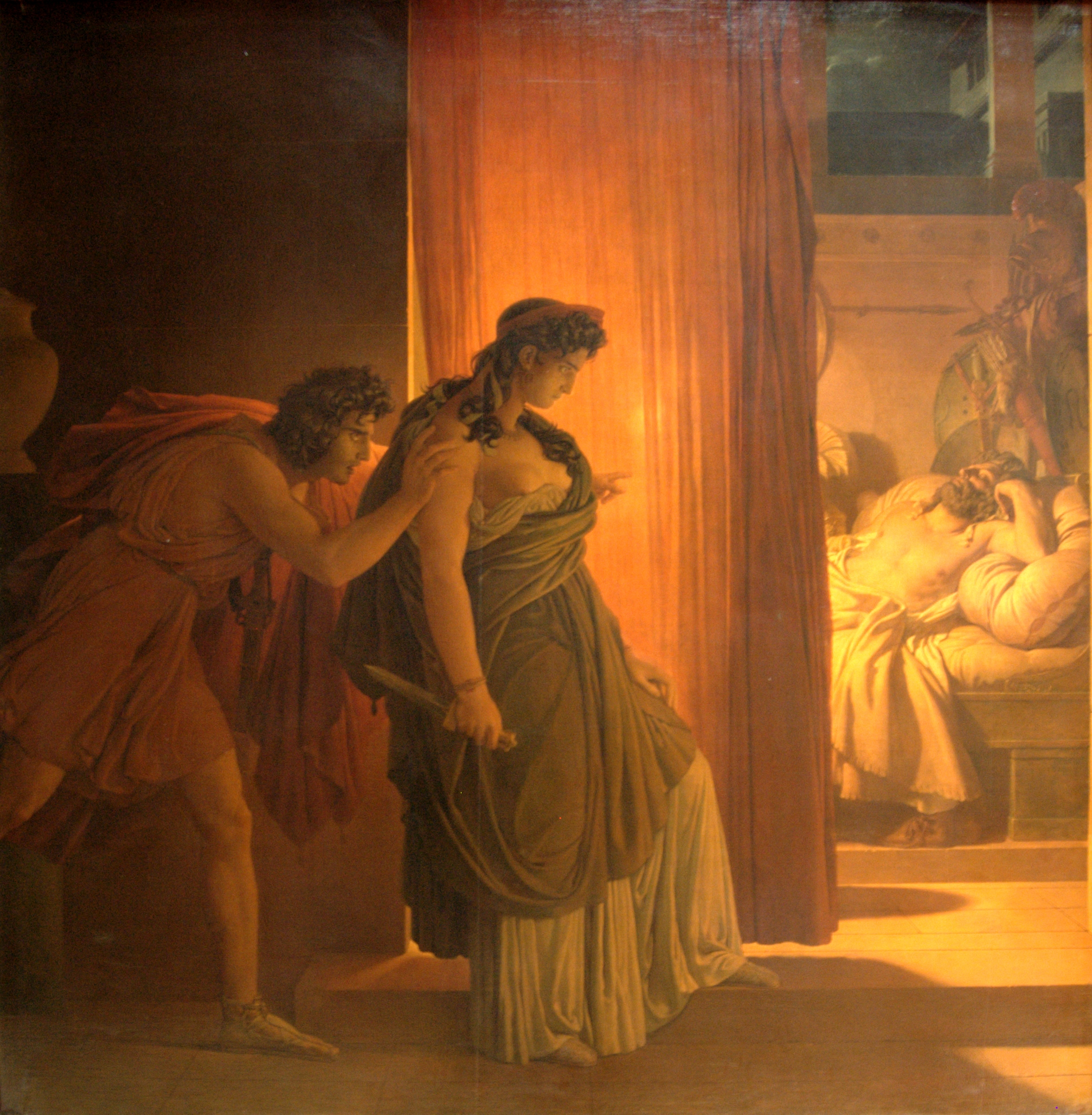
Agamemnons Ermordung

Die erste Tragödie der Trilogie schildert die Ermordung von Agamemnon, König von Mykene, durch seine Frau Klytaimestra und ihren Geliebten Aigisthos.
Am Anfang steht nachts ein Wächter auf dem Dach des Königspalastes der Atriden und berichtet, wie er seit Jahren Ausschau nach einem Signalfeuer hält, das die Eroberung Trojas durch die Griechen melden soll. Am Ende seines Monologs erscheint dieses Signal.
Klytaimestra tritt auf und erklärt dem Chor, dass sie nun die Rückkehr Agamemnons aus dem Krieg um Troja erwartet.
Als Agamemnon zurückkehrt, führt er die Seherin Kassandra als Sklavin und Konkubine mit sich, was Klytaimestra, die ihm bereits die Opferung Iphigenies verübelt, noch mehr erzürnt. Klytaimestra versucht, Agamemnon zu überreden, auf einem purpurroten Teppich das Haus zu betreten. Das Problem ist, dass Agamemnon sich damit der Hybris schuldig machen würde, wogegen er sich wehrt. Dieser Agon zwischen Klytaimestra und Agamemnon ist ein zentraler Teil des Stücks. Schließlich überzeugt Klytaimestra Agamemnon aus Gründen, die in der Forschung noch immer diskutiert werden, mit in den Oikos zu kommen, wo sie ihn im Bad durch drei Schläge mit einer Labrys (griech.= Doppelaxt) ermordet. Agamemnon wird hier auf beinahe die gleiche Art und Weise wie ein Tier getötet, das für ein Opfer mit drei Schlägen getötet wird, wobei der letzte Schlag von einem Gebet zu einem Gott begleitet wird.
Kassandra bespricht mit dem Chor, ob sie den Palast betreten soll oder nicht, da sie weiß, dass dann auch sie ermordet wird. Kassandra ist die Tochter des trojanischen Königs Priamos und der Hekabe. Apollon hat ihr die Weissagekunst zusammen mit dem Fluch gegeben, dass keiner, der ihre Prophezeiungen hört, ihr glaubt. In ihrer Rede evoziert Kassandra viele grausame Bilder der Geschichte des Hauses des Atreus und beschließt schließlich, das Haus zu betreten, wissend, dass sie ihrem Schicksal nicht entfliehen kann.
Der Chor, in dieser Tragödie eine Gruppe alter Männer von Argos, hört die Todesschreie von Agamemnon und debattiert sehr aufgeregt über die weitere Vorgehensweise. Dann zeigt Klytaimestra auf einem Podest die grauenhaft anzusehenden toten Körper von Agamemnon und Kassandra und versucht, ihre Motive zu erklären.
Später tritt Aigisthos auf und hält eine arrogante Rede an den Chor, was fast zu einer Schlägerei zwischen dem Chor einerseits und Aigisthos und seinen Handlangern andererseits führt. Klytaimestra beendet den Streit und sagt, dass bereits genug Blut geflossen sei.
Das Spiel schließt mit einem Auftritt des Chores, der die Thronräuber an Orestes, den Sohn Agamemnons, erinnert, der sicher zurückkommen werde, um Rache zu üben.

### Choephoren
Choephoren ist der zweite Teil der Orestie-Trilogie. Er trägt in einigen Übersetzungen auch die Titel Die Totenspende, Die Grabesspenderinnen oder Die Weihgussträgerinnen. Er handelt von der Wiedervereinigung Elektras und Orestes', der Kinder Agamemnons, und ihrer Rache. Das Stück ist – wie damals allgemein üblich – nach dem Chor benannt, der hier von Weihgussträgerinnen gebildet wird, Sklavinnen des argivischen Königshauses, die, mit Weihespenden versehen, Elektra zum väterlichen Grab begleiten.
Orestes ist bei einem Gastfreund des Agamemnon, Strophios, in Phokis aufgewachsen, wohin ihn Klytaimestra noch vor der Ermordung Agamemnons geschickt hatte. Nun kehrt er mit seinem Freund Pylades, dem Sohn des Strophios, zurück.
Im Palast von Argos teilt Klytaimestra Thron und Bett mit Aigisthos. Sie erwacht aus einem Alptraum, in dem sie einen Drachen zur Welt gebracht hat, welcher an ihrer Brust Blut anstelle von Milch saugte. Beunruhigt, dass das ein Zeichen des Zorns der Götter sei, schickt sie ihre Tochter, die Prinzessin Elektra, Libationen (Trankopfer) auf das Grab Agamemnons zu gießen. Elektra ist faktisch nur Sklavin ihrer Mutter. Die Choephoren (Namensgeber des Titels) sollen Elektra bei der Opfergabe unterstützen.
Am Grab des Vaters trifft Elektra ihren verschollenen Bruder Orestes. Er gibt sich ihr zu erkennen und berichtet, Apollon habe ihn beauftragt, den Mord am Vater zu rächen. Gemeinsam planen sie den Muttermord, während der Chor warnt:

„Ist es Satzung ja, daß des Mordbluts Strom,

Vergossen zur Erd, aufs neue verlang

Nach Blut. Ruft doch Mord die Erinys [Rachegöttin] auf,

Die zur Blutschuld an vordem Gemordeten führt

Immer wieder herbei neue Blutschuld.“

Orestes zögert noch vor dem Mord an seiner eigenen Mutter, wird aber von Apollon und seinem Freund Pylades, dem Sohn des Königs von Phokis, überzeugt. Orestes und Pylades täuschen vor, gewöhnliche Reisende aus Phokis zu sein und bitten um Gastfreundschaft im Palast. Sie erklären der Königin, dass Orestes tot sei. Erfreut über die Nachricht, sendet Klytaimestra einen Boten, um Aigisthos herbeizurufen.
Orestes tötet zuerst den Thronräuber und dann seine Mutter. Die Todesschreie Aigisthos’ warnen Klytaimestra nicht rechtzeitig. Verzweifelt versucht sie, an die Gefühle ihres Sohnes zu appellieren, aber Pylades erinnert seinen Freund an Apollons Auftrag.

„Klytaimestra: In acht nimm vor der Mutter wütgen Hunden (die Erinyen) dich!

Orestes: Und die des Vaters, wie sie meiden, laß ich’s sein?

           […]

Klytaimestra: Weh mir, ich gebar den Drachen da, zog mir ihn groß!

Orestes: Ja, wahr als Seherin sprach aus Träumen dir die Furcht.

Du erschlugst, den du nicht solltest; Gleiches dulde nun!“

Sobald Orestes den Palast verlässt, erscheinen – nur ihm selber sichtbar mit ihrem schauderhaften Aussehen – die unbarmherzigen Erinyen, um ihn in den Wahnsinn zu treiben.

### Eumeniden

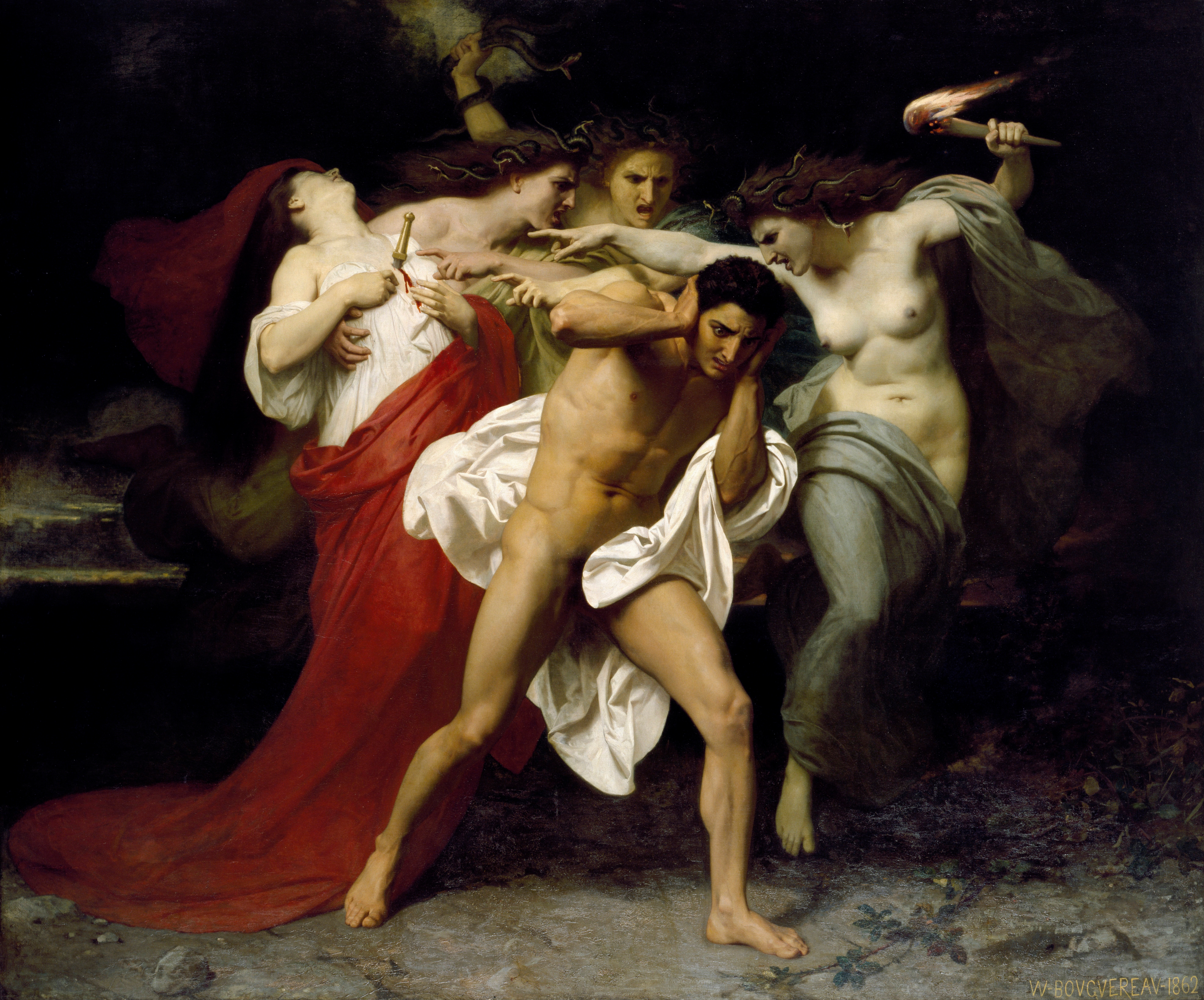
Orestes und die Eumeniden

Apollon, Hermes und Orestes treten aus dem Tempel des Apollon.
Apollon sagt Orestes, dass er nie seinen Feinden Freund und gnädig sein werde. Denn er unterstützte Orestes, seinen Vater zu rächen: „Denn ich gebot’s, dass deine Mutter du erschlugst.“
Das Tempelinnere wird sichtbar: Man sieht die schlafenden Erinyen (Rachegöttinnen), und der Schatten Klytaimestras steigt empor. Klytaimestra nimmt Stellung und verlangt Rache, denn sie wurde für den Mord an Agamemnon bestraft, Orestes für den Muttermord jedoch nicht.
Die Erinyen werfen Apollon große Schuld vor: „Blutige Schuld, schuldiges Blut, das verruchteste nahm ja beschützend er auf!“ und verteidigen Klytaimestra mit dem Argument, sie habe im Gegensatz zu Orestes keinen Blutsverwandten umgebracht.
Doch Apollon verteidigt Orestes mit dem Hinweis, dass eine Mutter nicht die Zeugerin eines Kindes sei, denn Vater könne man auch ohne Mutter sein, wie das Beispiel Athenas lehre. Die Göttinnen wollen Orestes unbedingt fassen und Rache üben. Apollon wirft sie aus seinem Tempel, doch der Streit über Recht und Unrecht, Blutrache und Ehre setzt sich fort.
Orestes bittet um gnädige Unterkunft bei Pallas Athene. Die Erinyen finden seine Spur und kommen zum Tempel der Athene. Orestes bittet die Göttin um Tilgung der Schuld. Athene befiehlt beiden Seiten, sich vorzustellen und ihre Absicht zu erklären. Die Führerin der Erinyen gibt ihre Absichten an. Danach stellt Orestes sich Athene vor und erzählt seine Lebensgeschichte bis zum Muttermord. Athene meint, es sei zu schwierig, dass ein Mensch hier über Schuld oder Unschuld urteilen könne.
Es beginnt eine Art Prozess. Danach geht Athene (jetzt auf der Seite Orestes) als letzte zur Urne, um ihre Stimme abzugeben und legt einen Stein für Orestes hinein. Orestes ist frei, da ihn gleich viele Stimmen verurteilen und freisprechen.
Die Erinyen sind voller Wut und beginnen zu jammern und protestieren. Athene versucht, die Führerin zu beruhigen und verspricht ihr Gaben, Heiligtum und Verehrung von den Bürgern, wenn sie nicht schweren Hass über das Land ausschütten. Die Erinyen schlagen jetzt einen anderen Weg ein und verwandeln sich in die Eumeniden („Wohlgesinnte“): „Nie Rachgier, wechselmordender Schuld lüstern, Blutig zerrütten die Stadt! Freude belohnen, gemeinsam. Gleiches mit allen zu lieben, allen gleich zu hassen auch, das heilt vielen Gram der Sterblichen.“ So legen sie ihren Gram und Hass ab und ehren Athene.

## Bearbeitungen und Rezeption

### Bühne
Karl Gustav Vollmoeller hat die Orestie in den Jahren 1904 und 1905 ins Deutsche übersetzt und mit seiner für das Deutsche Theater Berlin erarbeiteten Bühnenfassung eine nach Aussagen damaliger Kritiker bedeutende Arbeit geleistet (Karl Vollmoeller – Die Orestie des Aischylos, S. Fischer, Berlin 1911). Vollmoellers Bearbeitung ist für die Entwicklung des deutschen und europäischen Theaters von großer Bedeutung. Obwohl diese bereits seit 1905 fertig war, wurde sie erst 1911 von Max Reinhardt inszeniert. Vorher war Reinhardt nicht bereit, Vollmoellers Vorstellungen von einer den antiken Vorbildern folgenden Großrauminszenierung zu folgen. Vollmoeller beschreibt das selbst so:

„In langen nächtlichen Sitzungen im Cafe Victoria Ecke Friedrichstraße und Unter den Linden gelang es mir, Reinhardt davon zu überzeugen, dass eine griechische Tragödie nicht auf der normalen Bühne gespielt werden sollte, sondern in einer großen Arena, am besten im Zirkus, als dem letzten Nachläufer des antiken griechischen Theaters. Ich war nun einmal gelernter Archäologe. Auch diese Idee erregte unliebsames Aufsehen und heftigen Widerspruch bei allen Fachleuten. Max Reinhardt hörte gut zu und fand wieder alles ganz in Ordnung. Er war der beste aller Zuhörer. Nach vier Jahren hatte sich die Idee durchgesetzt und brachte Reinhardt seine größten und lautesten Erfolge.“

Dabei hätte Vollmoellers Orestie um ein Haar bereits 1908 Premiere gehabt. Damals hatte Vollmoeller Edward Gordon Craig, den bekannten Theaterreformer dafür gewinnen können, die Inszenierung seiner Orestie zu übernehmen. Doch Craig und Reinhardt überwarfen sich über das Konzept, so dass nochmals drei Jahre ins Land gingen, bevor unter Reinhardt selbst in München in der Musikfesthalle die Premiere am 31. August 1911 über die Bühne ging. Der Kritiker Siegfried Jacobsohn äußerte sich wie folgt:

„Vollmoeller hat einen Meisterwurf getan. Wer hätte diese Knappheit, diese Festigkeit, diese männliche Härte von ihm erwartet! Wie weit ist hier die Übersetzung von Wilamowitz, die doch bisher die beste war, in jeder Hinsicht übertroffen! […] Ich habe beide Arbeiten Wort um Wort verglichen und festgestellt, dass in den Chören durchschnittlich auf fünfundvierzig Verse von Wilamowitz einundzwanzig von Vollmoeller kommen. Diese Konzentrationsfähigkeit, schon hier ein eminenter Vorzug, hat erst recht im leidenschaftlich bewegten Dialog Verse von ungeheurer Schlagkraft hervorgebracht […] Ein einziges Beispiel, dem beliebig viele zuzufügen wären. Wilamowitz: Du hast nicht von meiner Pflicht zu reden. Unter meinen Händen sank er, starb er – Meine Hände werden ihn begraben. Vollmoeller: Ich hab’ ihn gefällt. Ich hab’ ihn erschlagen. Ich werd’ ihn begraben. Was gehts dich an! Vollmoellers verdichtende und beschwingende Bearbeitung der ‚Orestie’ ist nach Hofmannsthals preziös gedunsener und auseinander treibender Übertragung des ‚König Ödipus‘, die am allerwenigsten in den Zirkus paßte, eine wahre Wohltat, und einer von den Gründen, warum man diesen Zirkusabend keineswegs mit derselben Entschiedenheit ablehnen darf wie den ersten. Reinhardt hat leider die Aufgabe, jene beiden Elemente der Dichtung, das lyrische und das dramatische, gleichermaßen zu treffen, nicht annähernd so gut gelöst. Seine Behandlung der Chöre ist unmöglich. Unmöglich. Einfach darum, weil sie ihn zwingt, drei Viertel des Textes zu streichenn […] Für das lyrische Element der ‚Orestie‘ hat also Vollmoeller dem Regisseur Reinhardt deshalb wenig nützen können, weil der Dramaturg Reinhardt dieses Element von vornherein so kläglich verkürzt hatte. Für das dramatische Element, für das Vollmoellers Nützlichkeit sich als außerordentlich groß erwies, ist nun wieder jeder Regisseur auf seine Darsteller angewiesen […]“

Der immense Erfolg der Vollmoeller’schen Orestie überzeugte Max Reinhardt schließlich von der Richtigkeit der Vorstellungen Vollmoellers in Bezug auf die notwendige Inszenierung. Dies brachte Reinhardt dazu, sich in Berlin nach einem geeigneten Spielort umzusehen. Es war der Zirkus Schumann, den Reinhardt durch den Architekten Hans Poelzig zum Großen Schauspielhaus umbauen ließ. Zum Dank für Vollmoellers Anregungen eröffnete Reinhardt den Prunkbau mit dessen „Orestie“. Sie hatte am 28. November 1919 Premiere. Letztmals wurde Vollmoellers Fassung 1942 während des Zweiten Weltkriegs in Bern inszeniert. Dazu hieß es u. a.: „Die Übertragung ins Deutsche durch Vollmoeller lobt der Literaturkritiker Trog als ‚eine Leistung von sprachlich knapper Schlagkraft und lebendigem Fluß, die dem Dichter, nicht dem Philologen dienen will‘.“ In Deutschland kam Vollmoellers Bearbeitung der Orestie, die Peter Stein und Tankred Dorst inspirierte, nach 1945 nicht wieder auf die Bühne. Walter Mehring adaptierte 1919 den Stoff für ein Puppenspiel im Kabarett, ebenfalls auf Reinhardts Anregung hin, eine Dada-Parodie auf Aischylos.

### Radio
Für ein 1954 gemeinschaftlich vom SWF/BR/RB/ORF unter der Regie Gert Westphals produziertes Hörspiel übersetzte und bearbeitete Walter Jens die Trilogie. Sein Ziel war es, die Tragödie in ihrer ganzen Unmittelbarkeit wirken zu lassen. Wie viele Hörspiele dieser Zeit hat es Kammerspiel-Charakter und kommt ohne besondere Toneffekte aus.

## Kommunikationstechnik in der Orestie: Feuerpost

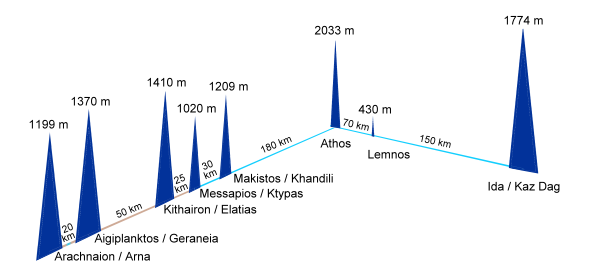
Schema der Leuchtfeuerstationen des Agamemnon laut Aischylos in der Orestie, Ausgangsposten war der Berg Ida (heute Kaz Dag) bei Troja

Verse 280–311 im Agamemnon beschreiben die Benachrichtigung vom Sieg im Trojanischen Krieg und von der Einnahme Trojas über eine Staffel von Leuchtfeuern über Hunderte Kilometer hinweg nach Argos – „Von Feuer zu Feuer flog hierher die Flammenpost“ – und listen über Ida, Limnos, Athos etc. die beteiligten Bergstationen mit den Feuersignalposten auf.
Kritische Berechnungen halten für die Überbrückung einer Distanz von 180 km ein brennendes Feuerscheit von mindestens 10 m, eher noch von 24 m Höhe für erforderlich, wobei die Posten über Jahre hinweg auf ihren Gipfelhöhen hätten ausharren müssen, dabei stets mit konzentriertem Blick auf einen möglichen Lichtpunkt beim Nachbarposten, und betrachten die „Feuerpost“ als Instrument mit literarischer Funktion. Ihre technische Praktikabilität ist für den konkreten Fall unwahrscheinlich, die Erwähnung in derartiger Knappheit wird jedoch als Beleg dafür eingeschätzt, dass der systematische Einsatz von Feuersignalzeichen zu Aischylos Zeiten durchaus dem Stand der Technik entsprach. (Siehe auch Kreidfeuer und Lärmfeuer.)

## Textausgaben und Kommentare
Agamemnon
- Eduard Fraenkel (Hrsg.): Aeschylus, Agamemnon. Edited with a Commentary. Clarendon Press, Oxford 1950.
- Kommentar von John Dewar Denniston, Denys Page: Aeschylus, Agamemnon. Clarendon Press, Oxford 1957 und wiederholt.
- Pierre Judet de la Combe: L’Agamemnon d’Eschyle. Commentaire des dialogues, I–II. Presse Universitaire du Septentrion, Villeneuve d’Ascq 2001, ISBN 2-85939-627-6.
- David Raeburn, Oliver Thomas: Aeschylus. Agamemnon. A Commentary for Students. Oxford University Press, Oxford 2011.
- Enrico Medda: Eschilo. Agamennone. Edizione critica, traduzione e commento (= Bollettino dei classici. Supplementband 31). Bardi, Rom 2017, ISBN 978-88-218-1152-4 (zweite durchgesehene Auflage als Supplementband 39, ebenda 2024, ISBN 978-88-218-1256-9).
- Μαριάννα Θωμά, Αμφιλόχιος Παπαθωμάς: Ἀνδρὸς τελείου δῶμ’ ἐπιστροφωμένου. Η τραγωδία Αγαμέμνων του Αισχύλου. Scriptio Continua, Athen 2021.
- Leah R. Himmelhoch: Aeschylus. Agamemnon. Bloomsbury, London/New York 2023.
- Edith Hall (Hrsg.): Aeschylus, Agamemnon. Edited with a translation, introduction and commentary (Aris and Phillips classical texts). Liverpool University Press, Liverpool 2024, ISBN 978-1-80085-628-8.

Choephoren
- Alexander F. Garvie (Hrsg.): Aeschylus, Choephori. Edited with Introduction and Commentary. Clarendon Press, Oxford 1986.

Eumeniden
- Alan H. Sommerstein (Hrsg.): Aeschylus, Eumenides. Cambridge University Press, Cambridge 1989.

## Übersetzungen
Gesamte Orestie
- Die Orestie des Aischylos. Ü.: Karl Vollmoeller. S. Fischer, Berlin 1911.
- Johannes Tralow: Die Oresteia des Aischylos (Nachdichtung von 1920) Verlag Georg Müller (2. Auflage), München 1926.
- Orestie Ü.: Oskar Werner Griechisch und deutsch. Ernst Heimeran Verlag, München 1948, (online).
- Orestie in: Aischylos. Werke in einem Band. Hrsg. von Jürgen Werner und Walter Hofmann, Aufbau-Verlag, Berlin / Weimar 1968. Ü.: Johann Gustav Droysen, überarbeitet von Wiktor Steffen
- Peter Stein schuf für die Berliner Schaubühne eine Prosaübersetzung. Die Orestie des Aischylos. Ü.: Peter Stein. C. H. Beck, ISBN 3-406-42721-9.
- Orestie (Agamemnon; Die Spenderinnen am Grabe; Die Wohlwollenden), Ü.: Dietrich Ebener, als Bühnenmanuskript im Drei Masken Verlag München erschienen
- Die Orestie. Nachdichtung und szenische Bearbeitung von Walter Jens. Theater-Verlag Desch, Berlin.
- Aischylos: Die Orestie, Übersetzung und Anmerkungen von Kurt Steinmann, Nachwort von Anton Bierl, Reclam, Stuttgart 2016, ISBN 978-3-15-011052-2.

Agamemnon
- Otto Schönberger bietet auf seiner Webseite eine deutsche Prosaübersetzung des Agamemnon an.